# 1981-es Australian Open
Az 1981-es Australian Open az év negyedik Grand Slam-tornája volt, november 30. és december 6. között rendezték meg Melbourne-ben. A férfiaknál a dél-afrikai Johan Kriek, nőknél az amerikai Martina Navratilova nyert.

## Döntők

### Férfi egyes
Johan Kriek -  Steve Denton, 6-2, 7-6, 6-7, 6-4

### Női egyes
Martina Navratilova -  Chris Evert, 6-7, 6-4, 7-5

### Férfi páros
Mark Edmondson /  Kim Warwick -  Hank Pfister /  John Sadri, 6-3, 6-7, 6-3

### Női páros
Kathy Jordan /  Anne Smith -  Martina Navratilova /  Pam Shriver, 6-2, 7-5

### Vegyes páros
1970–1986 között nem rendezték meg.

## Juniorok

### Fiú egyéni
Jörgen Windahl –  Pat Cash 6–4, 6–4

### Lány egyéni
Anne Minter –  Corinne Vanier 6–4, 6–2
A fiú és lány páros versenyeket 1983-tól kezdődően rendezték meg.